# Девочка-лисичка
Де́вочка-лиси́чка (кор. 천년여우 여우비, Чхоннён-ёу Ёуби) — мультипликационный фильм, созданный компанией «CJ Entertainment» (Южная Корея) в 2006 году. Режиссёр — Ли Сон Ган. Начало показа в России — 11 октября 2007.

## Сюжет
Давным-давно лисицы с девятью хвостами, кумихо (подобны японским кицунэ), жили в самых укромных уголках гор. Они владели способностью перевоплощаться в других животных или человеческих существ. Чтобы стать человеком, им требовалось вобрать в себя человеческую душу. Люди испугались этих животных и начали на них охотиться. Тогда лисицы вернулись в горы и больше их никто не видел. И вот однажды инопланетяне разбились при посадке на землю и нашли маленькую кумихо, оставленную в горах. Так началась эта история.
Пробыв на Земле целый век, инопланетяне предпринимают попытку улететь — вернуться домой. Вследствие ошибки Непоседы (самого непослушного из них), полёт им не удаётся. Другие инопланетяне ссорятся с ним, в результате чего Непоседа оказывается в детском воспитательном лагере, неподалёку от горы. Там физрук Канк-Хан-Му обучает тех, кто по тем или иным причинам не успевает в школе. Чтобы вернуть инопланетянина, Юби превращается в красивую девушку, после чего договаривается с руководителем лагеря, чтобы он присмотрел за её дочерью. Канк, проявив неравнодушие к молодой леди, соглашается, после чего Юби опять принимает свой обычный облик — облик десятилетней девочки и начинает учиться в этом лагере.
Пребывая в лагере, Юби подружилась и позднее влюбилась в мальчика по имени Хван Геми. Юби понравилось быть среди людей. Но вскоре появляется охотник на лисиц. Однако Юби знакомится с детективом Тенью, который даёт ей устройство, позволяющее полноценно обрести человеческую душу. Но получается так, что детектив Тень решил просто использовать Юби для того, чтобы самому обрести душу. Он пытается захватить душу мальчика, но Юби понимает, что её обманули и пытается всё исправить, но тут появляется охотник и в результате погони душа мальчика попадает в ка́наву (место, куда, согласно корейскому эпосу, попадают души умерших, и потом, через некоторое время, снова в виде птиц, вылетают обратно и вселяются в новое тело). Юби, пытаясь спасти его, попадает в ка́наву вслед за ним. Она хочет уговорить стражей отпустить их, но после тщетных попыток она обменивает его душу на свою. Однако из-за того, что она полюбила мальчика и пожертвовала собой, её душа стала белой, в результате стражи отпускают её и она становится настоящим человеком.

## Персонажи
- Юби — девочка 10-ти лет. Юби обладает способностью превращаться в маленькую, белую лисичку с девятью хвостами и во взрослую девушку, а также во всех живых существ. В отличие от других девятихвостых лисиц, имеет всего 5 хвостов. Влюблена в Хвана Геми.
- Хван Геми — красивый мальчик 10-ти лет. Подружился с Юби в результате того, что они спели песню про сфинкса. Геми влюблён в Юби, как и она в него.
- Детектив Тень — тень человека в одежде детектива. Он обманом хотел завладеть душой Геми, сказав Юби, что хочет помочь ей стать человеком.
- Инопланетяне — совершили аварийную посадку на Земле. Юби поселила их у себя. Вся история началась из-за одного инопланетянина по имени Непоседа.